# Ingeborg Hansen
Ingeborg Cathrine Hansen (17. februar 1886 i København – 5. august 1954 i Vedbæk Sogn) var en dansk jurist, landsretssagfører og politiker fra Socialdemokratiet.
Hun var medlem af Landstinget fra 1936. Da K.K. Steincke i 1950 blev udnævnt til justitsminister, blev Ingeborg Hansen valgt til formand for Landstinget. Dermed fik hun æren af at blive den anden kvindelige parlamentsformand i verden - den første var Olga Rudel-Zeynek (de), som i 1927 blev præsident for det østrigske Bundesrat. I 1951 vendte Steincke tilbage til Landstinget og overtog formandsposten, men da han i 1952 igen trådte ud, blev hun atter hans afløser. Hun var den sidste formand for Landstinget, der blev afskaffet ved folkeafstemning og den efterfølgende Grundloven af 1953.
Ingeborg Hansen var fortaler for adgang til abort af sociale årsager både som advokat og som folkevalgt. Hun stemte som den eneste i Folketinget og landstinget imod straffelovstillægget af 1945, som genindførte dødsstraffen for landsforrædere med tilbagevirkende kraft. Hun gik ind for fuld ligestilling i arvefølgen i forbindelse med ændringen af grundloven og tronfølgeloven i 1953. Hun støttede nedlæggelsen af landstinget, som hun selv var formand for.
Hun var som kvindesagsforkæmper aktiv i Dansk Kvindesamfund og International Woman Suffrage Alliance. Desuden var hun bestyrelsesmedlem i institutionen Kvindernes Bygning fra 1928, og fra 1936-1954 var hun ansat som bygningens administrator. Hun var endvidere formand for Nationalforeningen til Tuberkulosens Bekæmpelse.
Hendes urne er nedsat på Vestre Kirkegård i København.